# Jenni Roth
Jenni Roth (* 1979) ist eine deutsche Journalistin.

## Werdegang
Roth wuchs als Tochter einer finnischen Mutter und eines deutschen Vaters in einer baden-württembergischen Kleinstadt auf und studierte Kommunikations- und Politikwissenschaft sowie Romanischen Philologie in Münster und Barcelona. Anschließend absolvierte sie verbunden mit einem Volontariat in der Redaktion der Welt von Juli 2007 bis Juni 2009 eine journalistische Ausbildung an der Axel-Springer-Akademie. Mit Journalismusstipendien war sie in den USA, Vietnam, Indien und Bangladesch sowie Kuba unterwegs.
Roth lebt als freie Journalistin in Berlin und schreibt vor allem Reportagen zu gesellschaftlichen Themen u. a. für Die Zeit, SZ-Magazin, Brand eins oder Skripte für Hörfunk-Features bei Deutschlandradio.

## Rezensionen
Für Eduard Kopp, leitender Redakteur für Theologie bei Chrismon zeichnete sich Roths Reportage „Der Tod bringt das Geschäft“ durch „sorgfältige Beschreibungen und klug ausgewählte Zitate aus“. Roth wecke „Interesse an dem Verstorbenen, ohne indiskret zu sein“, und schaue „den Menschen, die sich um den Nachlass kümmern, über die Schultern, ohne Voyeurismus zu wecken oder zuzulassen“.
In ihrer Reportage „Eine Stadt sucht einen Mörder“ über einen Mordfall im November 2016 in Endingen am Kaiserstuhl gelang es Roth nach Ansicht des Journalistinnenbundes „meisterhaft, das komplexe Geflecht der Ermittlungen, die Beziehungen innerhalb der Ortsgemeinschaft, die Rolle der diversen Netzwerke, die treibende Kraft des Hauptermittlers und die Ängste der Familie zu einer Erzählung zu verweben“. Roth habe es geschafft, „die Spannung aufrecht zu erhalten rund um das Verschwinden der 27-jährigen Joggerin, das Auffinden ihrer Leiche vier Tage später, die acht Monate lange verzweifelte und akribische Suche nach dem Täter bis zur Festnahme und schließlich Verurteilung des Mannes. Ihre beharrliche Recherche und ihre einfühlsame Schilderung“ würden Roths „hohe Einsatzbereitschaft für eine Geschichte unter Beweis“ stellen. Nach Auffassung der Jury des Deutschen Reporterpreises habe Roth mit „Eine Stadt sucht einen Mörder“ eine Sozialstudie abgeliefert. Ihre präzise Rekonstruktion der Ermittlungen sei „fesselnder als jeder Tatort“.

## Auszeichnungen
- 2012: Andere-Zeiten-Journalistenpreis (1. Platz) für den Beitrag „Der Tod bringt das Geschäft“[6]
- 2018: Deutscher Reporterpreis in der Kategorie „Freie Reporter“[10] für „Eine Stadt sucht einen Mörder“[2]
- 2018: Courage-Preis für „Eine Stadt sucht einen Mörder“[5]